# Lako je sve
«Lako je sve» (en español: Todo es fácil) es una canción compuesta por Branimir Mihaljević, Pamela Ramljak y Neda Parmać e interpretada por el grupo Feminnem y que representó a Croacia en el Festival de la Canción de Eurovisión 2010, en Oslo, Noruega.
El tema obtuvo el derecho de representar al país al ganar el DORA el 6 de marzo de 2010, obteniendo altos puntajes por parte del público y del jurado profesional.
Esta será la segunda vez que Feminnem participe en el Festival de Eurovisión. En 2005, el grupo representó a Bosnia y Herzegovina con la canción "Call me".

## Listas
| Listas                | Posición |
| --------------------- | -------- |
| Croatian Top 20 Chart | 8        |